# Yaroslav Koshkarev
Yaroslav Evgenievich Koshkarev em russo:Ярослав Евгеньевич Кошкарё;(Moscou, 21 de maio de 1985) é um jogador de vôlei de praia russo.

## Carreira
No ano de 2002 formou dupla com Ruslan Dayanov na conquista da medalha de ouro na edição do Campeonato Europeu de Vôlei de Praia Sub-18 realizado em Chornomorsk e na primeira edição do Campeonato Mundial de Vôlei de Praia Sub-19 de 2002 obtiveram a medalha de bronze.
Na edição do Campeonato Mundial de Vôlei de Praia Sub-21 de 2003 em Saint-Quay-Portrieux terminaram na nona posição, também disputaram neste ano a edição do Campeonato Europeu Sub-20 em Salzburgo, quando finalizaram na décima terceira posição e na edição seguinte do Mundial Sub-21 em Porto Santo terminaram na nona posição.
Em 2005 disputou o Mundial Sub-21 em Rio de Janeiro e ao lado de Sergey Prokopyev obteve o bronze.
Em 2011 com Konstantin Semenov conquistou o terceiro lugar no Aberto de Haia pelo Circuito Mundial, na edição deste circuito em 2013 conquistaram o título do Major Series de Baden e também do Aberto de Anapa.
E jogando com Dmitri Barsouk conquistaram a medalha de prata na edição dos Jogos Europeus de 2015 em Baku.A partir de 2016 passou a competir ao lado de Ruslan Bykanov.

## Títulos e resultados
- Aberto de Anapa do Circuito Mundial de Vôlei de Praia:2013
- Major Series de Baden do Circuito Mundial de Vôlei de Praia:2013
- Aberto de Haia do Circuito Mundial de Vôlei de Praia:2011